# 湖北華強科技
湖北華強科技股份有限公司（英語：Hubei Huaqiang High-Tech Co.,ltd.；上交所：688151，简称：华强科技），中國兵器裝備集團旗下公司，1966年在湖北省宜昌市成立，主要业务有药用包装产品（丁基胶塞、非PVC多层共挤输液膜、铝塑组合盖、聚丙烯组合盖等）、防化产品、橡塑制品和模具制造等。
工廠位於湖南株洲、浙江奉化、江苏金湖、浙江余姚和安徽石台等地區。董事長為段朝陽，總經理為賀華山。

## 外部連結
- 湖北華強科技有限責任公司